# Бутівка (Корюківський район)
Бу́тівка — село в Україні, у Сосницькій селищній громаді Корюківського району Чернігівської області. Розташоване на березі р. Десна.

## Назва
Назва села, за легендою, походить від його засновника — рибалки на ім'я Бут.

## Історія
Вперше згадується в XVI ст. Біля села виявлено поселення доби неоліту (V-IV тис. до н. е.). Поселення юхновської культури.  
Уже у 1650 р. село належало до Макошинського Миколаївського монастиря. На початку 18 ст. налічувало 46 дворів . 1810 р.-105 хат, 192 ревізькі душі. Конюшні-кошари 17 конюхів Кирила Розумовського. У 1885 р.-739 жителів у 110 дворах, постоялка. За переписом 1897 р.- 164 двори , 977 жителів , земська школа. 1924 р.- 229 дворів і 1196 жителів.
У 1938 р. було репресовано 10 одноосібників родини Журба. Офіційно у селі поховано під час війни 198 солдат сталінської армії. Поховання у братських могилах проводилися формально, без оформлення відповідних документів. За спогадами жителів фактично поховано не більше 20 - 30 людей.
1973 р.- 224 двори і 721 житель. Нині(?) в селі проживають 506 осіб. У 2014 р. освячено новий сільський храм.
Кутки — Кошарки, Ісаківка, урочища — Веретень (озеро), Узький Карашин, Гуловщина, річки – Лош, Бистриця.
12 червня 2020 року, відповідно до розпорядження Кабінету Міністрів України № 730-р «Про визначення адміністративних центрів та затвердження територій територіальних громад Чернігівської області», увійшло до складу Сосницької селищної громади.
19 липня 2020 року, в результаті адміністративно-територіальної реформи та ліквідації Сосницького району, увійшло до складу Корюківського району Чернігівської області.